# Viveca Dahlén
Viveca Else Alexandra Dahlén, född 6 april 1946 i Luleå, är en svensk skådespelare.

## Biografi
Dahlén utexaminerades från Göteborgs scenskola 1968. Hon engagerades vid Uppsala Stadsteater 1973, där hon sedan tillhörde den fasta ensemblen fram till pensioneringen 2013. Hon har även varit engagerad vid Nya Pistolteatern, Aliasteatern och med Intercult på Tribunalen i Stockholm.[källa behövs]
Hon belönades 2006 av the Jury of the Short Film Festival of Los Angeles (Annual Program Without Frontiers) för Actress Performance: Viveca Dahlén i filmen Tysta rop av Jan-Eje Ferling.[källa behövs]

## Filmografi
- 1965 – Ett sommaräventyr
- 1975 – Maria
- 1981 – Snacka går ju...
- 1982 – Dubbelsvindlarna (TV-serie)
- 1983 – Med Lill-Klas i kappsäcken
- 1985 – Mitt liv som hund
- 1991 – Kopplingen
- 1998 – Skärgårdsdoktorn (TV-serie)
- 2005 – Van Veeteren – Münsters fall
- 2006 – Tysta rop

## Teater

### Roller (ej komplett)
| År   | Roll                 | Produktion                                                                 | Regi                           | Teater                           |
| ---- | -------------------- | -------------------------------------------------------------------------- | ------------------------------ | -------------------------------- |
| 1968 |                      | ”SOS” eller Sanningen Om Säkerheten Tore Zetterholm                        | Lars Gerhard Norberg           | Norrköping-Linköping stadsteater |
| 1968 |                      | Lycko-Pers resa August Strindberg                                          | Riber Björkman                 | Norrköping-Linköping stadsteater |
| 1968 |                      | Blått och skärt Ingrid Sjöstrand ocih Siv Widerberg                        | Riber Björkman                 | Norrköping-Linköping stadsteater |
| 1969 | Ann                  | Lille Malcolm och hans kamp mot eunuckerna David Halliwell                 | Lars Gerhard Norberg           | Norrköping-Linköping stadsteater |
| 1969 | Mjölkflickan         | Spöksonaten August Strindberg                                              | Lars-Erik Liedholm             | Norrköping-Linköping stadsteater |
| 1978 | Karna                | Wärdshuset Haren och Vråken Lars Forssell                                  | Fred Hjelm                     | Stockholms stadsteater           |
| 1978 | Bianca               | Othello William Shakespeare                                                | Johan Bergenstråhle            | Stockholms stadsteater           |
| 1979 | Ett topphuvud m. fl. | Elefantmannen Bernard Pomerance                                            | Jurij Lederman                 | Stockholms stadsteater           |
| 1980 | Susanne              | Fabriksflickorna, makten och härligheten Margareta Garpe och Suzanne Osten | Suzanne Osten                  | Stockholms stadsteater           |
| 2009 | Isa Stenberg         | 7:3. Återbesöket Dennis Magnusson                                          | Dennis Sandin                  | Uppsala stadsteater              |
| 2009 |                      | Soundtrack of your life                                                    | Linus Tunström Tomas Alfredson | Uppsala stadsteater              |
| 2009 |                      | Knutby Malin Lagerlöf                                                      | Eva Dahlman (skådespelare)     | Uppsala stadsteater              |
| 2011 |                      | Mefisto Klaus Mann                                                         | Andriy Zholdak                 | Uppsala stadsteater              |